# Aphaniosoma grisescens
Aphaniosoma grisescens är en tvåvingeart som beskrevs av Ebejer 1998. Aphaniosoma grisescens ingår i släktet Aphaniosoma och familjen gulflugor. Inga underarter finns listade i Catalogue of Life.